# M. A. Wetherell
Marmaduke Arundel Wetherell (1884 — 25 de fevereiro de 1939) foi um ator, roteirista e diretor britânico. Nascido em Leeds, ele atuou em filmes britânicos e África do Sul durante a era do cinema mudo. Na década de 1920, ramificou-se a produzir e dirigir filmes, mas eles não foram um sucesso.

## Filmografia selecionada
como ator:
- Wee MacGregor's Sweetheart (1922)
- Curfew Must Not Ring Tonight (1923)
- Women and Diamonds (1924)
- Livingstone (1925)
- Robinson Crusoe (1927)
- Victory (1928)

como produtor:
- Roses of Picardy (1927)